# Ernst Høeberg
Ernst Høeberg, född 14 november 1871 i Köpenhamn, död 27 februari 1926, var en dansk cellist. Han var bror till Georg och Albert Høeberg samt dotterson till H.C. Lumbye.
Høeberg studerade vid Det Kongelige Danske Musikkonservatorium 1888–90 samt var lärjunge till Albert Rüdinger, Franz Neruda och Hugo Becker. Han blev medlem av Det Kongelige Kapel 1892 och solocellist 1899. Han var medlem av styrelsen för Kammermusikforeningen (från 1906) och av Privat Kammermusikforening.